# École de Paris (Anthropologie)
Als École de Paris (deutsch Schule von Paris, auch Vernant-Schule; jetzt AnHiMA: Anthropologie et Histoire des Mondes Antiques) wird in der Historischen Anthropologie und der Altertumswissenschaft die Forscher- und Schülergruppe um Jean-Pierre Vernant, Pierre Vidal-Naquet und Marcel Detienne bezeichnet, die mit ihren Untersuchungen zum antiken Griechenland und anderen antiken Gesellschaften aus anthropologischer Perspektive zu einem veränderten Bild der Antike beigetragen haben.
Geistiger Vater der historischen Anthropologie Griechenlands, wie sie von der École de Paris betrieben wird, ist Louis Gernet, ein Lehrer Jean-Pierre Vernants.
Ihr institutioneller Mittelpunkt war das 1964 von Jean-Pierre Vernant gegründete Centre de recherches comparées sur les sociétés anciennes (UMR 8567), das in der Maison d’Auguste Comte (10, rue Monsieur-le-Prince, 75006 Paris) untergebracht war. Nach dem Begründer der Historischen Anthropologie in Frankreich wurde es zum Centre Louis Gernet umbenannt, das sowohl vom CNRS als auch von der EHESS betreut wurde, und seit Mai 2004 im Gebäude des Institut national d’histoire de l’art (2, rue Vivienne, 75002 Paris) untergebracht war. Die Bibliothek umfasst 45 000 Bände zu allen Disziplinen der griechisch-römischen Altertumswissenschaft und bietet Platz für 60 Leser. 
Direktoren der Einrichtung waren nach Jean-Pierre Vernant: Pierre Vidal-Naquet, François Hartog, François Lissarrague, François de Polignac.
Weitere Forscher, die zur École de Paris zählen, sind: Paul Veyne, Nicole Loraux, Giulia Sissa, Florence Dupont, Claude Calame, Luc Brisson, Françoise Frontisi-Ducroux, Stella Georgoudi, Christian Jacob, François Lissarrague, Claude Mossé, Jesper Svenbro, Andreas Wittenburg.
Zum 1. Januar 2010 ist das Centre Louis Gernet – Recherches comparées sur les sociétés anciennes (die ehemalige UMR 8567, CNRS / EHESS) mit dem Centre Gustave Glotz. Mondes hellénistiques et romain (die ehemalige UMR 8585, CNRS / EPHE / Université Paris 1 / Université Paris IV) und mit Phéacie – Pratiques culturelles dans les sociétés grecque et romaine (der ehemaligen EA 6163, Université Paris 1 / Université Paris 7) zu der neuen Einheit AnHiMA (Anthropologie et Histoire des Mondes Antiques) (UMR 8210) zusammengelegt worden.
Derzeitige Direktorin ist Cecilia D’Ercole.
In der altertumswissenschaftlichen Forschungslandschaft Frankreichs steht die École de Paris im Kontrast zur hermeneutisch ausgerichteten École de Lille um Jean Bollack. In Deutschland zählt sie zu den Vorläufern der in den 1990er Jahren entstandenen Forschungsrichtung der Historischen Anthropologie. Altertumswissenschaftliche Vermittler dieses Rezeptionsprozesses waren insbesondere Renate Schlesier und Walter Eder.